# アニメ星人 ときめきレシピ
『アニメ星人 ときめきレシピ』（アニメせいじん ときめきレシピ）は、2010年10月2日から2012年11月24日までチバテレビで放送された深夜のアニメ・声優系情報番組。15分枠放送。製作・著作はNEXT。2010年9月まで土曜深夜に放送されていた『アニメ星人』の後継番組である。

## 概要
『アニメ星人』において単発企画で放送された青二プロダクション所属声優による『男性声優 ときめきレシピ』が、この番組の前身にあたる。
料理に挑戦するコーナーがメインだったが、他にも、アニメ・声優・ゲームなどの特集もあった。
MCは2か月おきに交代した。

## 出演者
- MC
  - 阪口大助・菅沼久義（2010年10月 - 11月）
  - 森田成一・三宅淳一（2010年12月 - 2011年1月）
  - MAKO（『アニメ星人』先代MC）・南里侑香（2011年2月 - 3月）
  - 阿部敦・代永翼（2011年4月 - 5月）
  - 柿原徹也・江口拓也（2011年6月 - 7月）
  - 前野智昭・KENN（2011年8月 - 9月）
  - 植田佳奈・清水香里（2011年10月 - 11月）
  - 間島淳司・羽多野渉（2011年12月 - 2012年1月）
  - 野島裕史・安元洋貴（2012年2月 - 3月）
  - 松岡禎丞・島﨑信長（2012年4月 - 5月）
  - 代永翼・佐藤拓也（2012年6月 - 7月）
  - 小野坂昌也・小西克幸（2012年8月 - 9月）
  - 木村良平・豊永利行（2012年10月 - 11月）
- アニメ星人News
  - 池田彩
  - 北村静香→咲岡里奈→北村静香

## 放送局・放送時間
| 放送地域 | 放送局     | 放送期間                      | 放送日時           |
| -------- | ---------- | ----------------------------- | ------------------ |
| 千葉県   | チバテレビ | 2010年10月2日 - 2011年3月25日 | 金曜 24:30 - 24:45 |
| 千葉県   | チバテレビ | 2011年4月2日 - 2012年11月24日 | 土曜 25:30 - 25:45 |

## DVD
ポニーキャニオンより順次発売されている。
|                 | 発売日         | タイトル                                                                   |
| --------------- | -------------- | -------------------------------------------------------------------------- |
| 第1弾           | 2010年7月21日  | 男性声優 ときめきレシピ 〜置鮎龍太郎&緑川光&野島健児&三浦祥朗〜            |
| 第2弾           | 2011年4月20日  | ときめきレシピ 和食の巻 〜阪口大助&菅沼久義〜                              |
| 第3弾           | 2011年5月18日  | ときめきレシピ イタリアンの巻 〜森田成一&三宅淳一〜                        |
| 第4弾           | 2011年8月26日  | ときめきレシピ スイーツの巻 〜MAKO&南里侑香〜                              |
| 第5弾           | 2011年11月25日 | ときめきレシピ 中華の巻 〜阿部敦&代永翼〜                                  |
| 第6弾           | 2011年12月21日 | ときめきレシピ スペイン料理の巻 〜柿原徹也&江口拓也〜                      |
| 第7弾           | 2012年2月15日  | ときめきレシピ 英国料理の巻 〜前野智昭&KENN〜                              |
| 第8弾           | 2012年5月16日  | ときめきレシピ カフェごはんの巻 〜植田佳奈&清水香里〜                      |
| 第9弾           | 2012年7月18日  | ときめきレシピ ロシア料理の巻 〜間島淳司&羽多野渉〜                        |
| 第10弾          | 2012年9月19日  | ときめきレシピ フランス料理の巻 〜野島裕史&安元洋貴〜                      |
| 第11弾          | 2012年11月21日 | ときめきレシピ チャレンジクッキング編① 〜松岡禎丞&島﨑信長〜               |
| 第12弾          | 2013年1月19日  | ときめきレシピ チャレンジクッキング編② 〜代永翼&佐藤拓也〜                 |
| 第13弾          | 2013年4月17日  | ときめきレシピ 特別編 キャンプ場でワイルド料理 〜小野坂昌也&小西克幸〜     |
| 第14弾          | 2013年5月24日  | ときめきレシピ クッキングチャレンジ編③ 〜木村良平&豊永利行〜               |
| 新シリーズ第1弾 | 2014年4月25日  | ときめきレシピ 執事レストランへようこそ 〜小野賢章&蒼井翔太〜              |
| 新シリーズ第2弾 | 2014年8月20日  | ときめきレシピ 執事レストランへようこそ 〜柿原徹也&増田俊樹〜              |
| 新シリーズ第3弾 | 2014年11月28日 | ときめきレシピ 執事レストランへようこそ 〜豊永利行&江口拓也〜              |
| 新シリーズ第4弾 | 2015年6月17日  | ときめきレシピ 執事レストランへようこそ 〜代永翼&山下大輝〜                |
| 新シリーズ第5弾 | 2016年10月19日 | ときめきレシピ 執事レストランへようこそ ～興津和幸＆内田雄馬～             |
| 新シリーズ第6弾 | 2016年12月21日 | ときめきレシピ 執事レストランへようこそ ～畠中祐＆ランズベリー・アーサー～ |

## イベント
| 出演日         | タイトル                            | 出演者                                | 会場                                |
| -------------- | ----------------------------------- | ------------------------------------- | ----------------------------------- |
| 2010年8月1日   | 第1弾 DVD発売記念イベント           | 置鮎龍太郎、野島健児                  | ポニーキャニオン1F イベントスペース |
| 2011年5月21日  | 第2・3弾 DVD発売記念イベント        | 阪口大助、菅沼久義 森田成一、三宅淳一 | ポニーキャニオン1F イベントスペース |
| 2011年12月3日  | 第5弾 DVD発売記念イベント           | 阿部敦、代永翼                        | ポニーキャニオン1F イベントスペース |
| 2012年1月8日   | 第6弾 DVD発売記念イベント           | 柿原徹也、江口拓也                    | ポニーキャニオン1F イベントスペース |
| 2012年2月26日  | 第7弾 DVD発売記念イベント           | 前野智昭、KENN                        | 発明会館                            |
| 2012年6月10日  | 第8弾 DVD発売記念イベント           | 植田佳奈、清水香里                    | ポニーキャニオン1F イベントスペース |
| 2012年8月12日  | 第9弾 DVD発売記念イベント           | 間島淳司、羽多野渉                    | 発明会館                            |
| 2012年10月8日  | 第10弾 DVD発売記念イベント          | 野島裕史、安元洋貴                    | ポニーキャニオン1F イベントスペース |
| 2012年12月9日  | 第11弾 DVD発売記念イベント          | 松岡禎丞、島﨑信長                    | 発明会館                            |
| 2013年1月19日  | 第12弾 DVD発売記念イベント          | 代永翼、佐藤拓也                      | 虎ノ門研修センター                  |
| 2013年6月9日   | 第14弾 DVD発売記念イベント          | 木村良平、豊永利行                    | ポニーキャニオン1F イベントスペース |
| 2014年12月13日 | 新シリーズ第3弾 DVD発売記念イベント | 豊永利行、江口拓也                    | 秋葉原UDXシアター                   |
| 2015年8月9日   | 新シリーズ第4弾 DVD発売記念イベント | 代永翼、山下大輝                      | ポニーキャニオン1F イベントスペース |
| 2017年1月22日  | 新シリーズ第6弾 DVD発売記念イベント | 畠中祐 ランズベリー・アーサー         | 秋葉原UDXシアター                   |